# The Blood Brothers (gruppo musicale)
I The Blood Brothers sono stati un gruppo musicale statunitense formato a Seattle nel 1997 da Jordan Blilie (voce), Johnny Whitney (voce) e Morgan Henderson (basso) insieme con i componenti dei Waxwing Cody Votolato (chitarra) e Mark Gajadhar (batteria). Nel 2007 hanno annunciato il loro scioglimento.

## Stile musicale
Le loro influenze comprendono gruppi come Drive Like Jehu, Angel Hair, Highway 61, e Bootsy Collins.

## Discografia

### Album in studio
- 2000 - This Adultery Is Ripe
- 2002 - March On Electric Children
- 2003 - ...Burn, Piano Island, Burn
- 2004 - Crimes
- 2006 - Young Machetes
- 2025 - Puff Of Smoke

### EP
- 2003 - Rumors Laid Waste
- 2006 - Love Rhymes with Hideous Car Wreck

### Singoli
- 2003 - Ambulance Vs. Ambulance
- 2004 - Love Rhymes with Hideous Car Wreck

## Videografia
- 2003 - Jungle Rules
- 2003 - This Is Circumstantial Evidence